# Vagindra írás
A vagindra írás (más néven vagintara, ciril betűs burját írással: вагиндрын үзэглэл, latin betűs átírásban: vagindryn üzeglel) a burját nyelv számára létrehozott alfabetikus írásrendszer, amelyet Agvan Dorzsijev fejlesztett ki a 20. század első évtizedében. Csak rövid ideig használták.

## Történelem
Agvan Dorzsijev, vagy Agvaandorj, egy khory burját, 1905-ben Tseveen Jamsrano segítségével fejlesztette ki az írást a burjátok kulturális egyesítésének eszközeként, és szanszkrit nevéről „Vagindra írásnak” nevezte el. Elsősorban a hagyományos mongol és todo írást vette alapul, abban a reményben, hogy ez segít a burjátoknak a régi írásrendszerrel írt szövegek olvasásában is. 1910-ig körülbelül tíz könyv és brosúra jelent meg ezzel az írásrendszerrel, amely elsősorban a hivatalos burját nyelvjáráson alapuló hibrid nyelvjárást használta, de utána már nem használták; 1917-ben felmerült az ötlet, hogy újra bevezetik a helyi iskolákban, de úgy gondolták, hogy a hagyományos mongol írásrendszer jobban elősegíti a mongol népek egységét. Dorzhiev maga látszólag elvesztette érdeklődését a projekt iránt, és önéletrajzában nem említi, nem használja azt. Mihail Bogdanov – aki az orosz nyelv gyors asszimilációját támogatta – ellenezte az ötletet, és felvetődött, hogy a használt hibrid nyelv problémákat okozott az olvasóknak, bár a bizonyítékok másra utalnak. Valószínűleg a legfontosabb ok az, hogy a cári kormány a mongol egységet – és így a vagindra írást is – politikai fenyegetésnek tekintette, és száműzte annak néhány támogatóját.

## Leírás

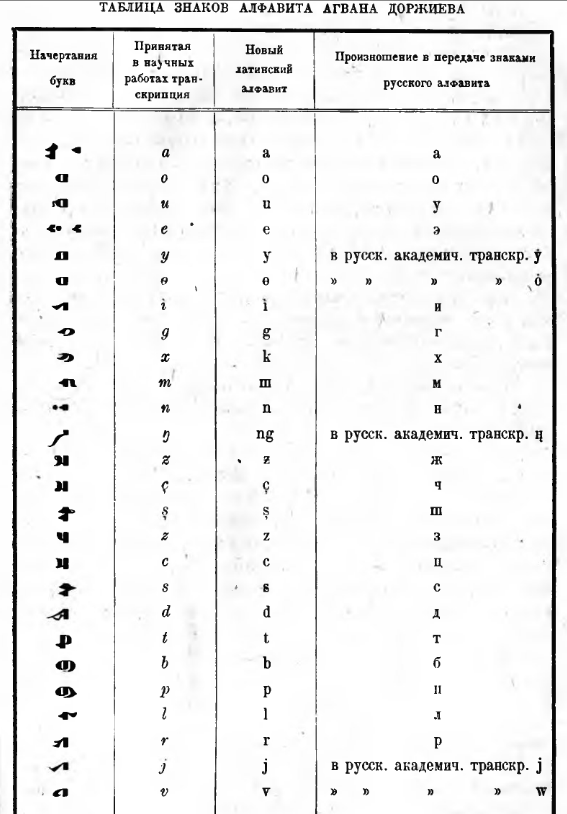
Agvan Dorzsijev ábécéje.

Az írás elsősorban a hagyományos mongol írásból származik, hasonlóan a világos íráshoz, függőleges oszlopokban írták, akárcsak elődeit. A Nicolai Amagaev és „Alamzhi-Mergen” (Rinchingiin Elbegdorj) által 1910-ben kiadott változat 7 magánhangzóból és 21 mássalhangzóból áll. A mellékjeleket a hosszú magánhangzók (függőleges vonal), a szájpadlásos hang (palatalizáció, jele a kör) és az orosz nyelv átírásához használt betűk (pont) jelölésére használják, beleértve a történelmi orosz kettős mássalhangzót /ʃt͡ʃ/ (a cirill Щ felel meg) jelölő betűt is. Emellett egy speciális betű is szolgál a burját nyelv ezen nyelvjárásában lévő Х (h) hang jelölésére. Az ábécé így 36 betűből áll, beleértve 8 magánhangzót. A hagyományos mongol írásrendszerrel ellentétben a betűk formája a szóban elfoglalt helytől függetlenül változatlan, ormájuk a hagyományos mongol írás középső betűinek formáján alapul, kivéve az [a] betűt, amely az ujgur írásrendszerből ered, annak középső és szóvégi formájából.

## Fordítás
- Ez a szócikk részben vagy egészben  a   Vagindra script című angol Wikipédia-szócikk ezen változatának fordításán alapul.  Az eredeti cikk szerkesztőit annak laptörténete sorolja fel. Ez a jelzés csupán a megfogalmazás eredetét és a szerzői jogokat jelzi, nem szolgál a cikkben szereplő információk forrásmegjelöléseként.